# Khojas

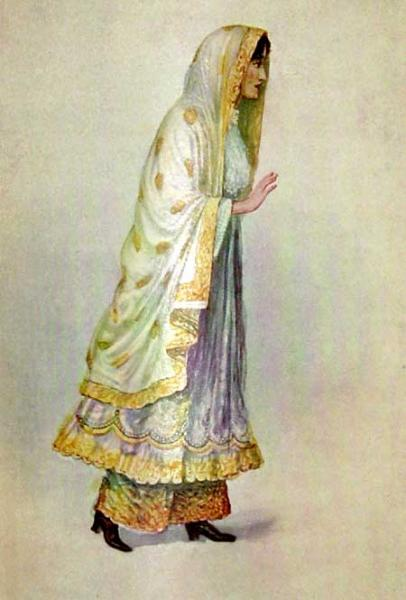
Représentation d'une femme khoja de Bombay.

Les communautés Khojas ou khodjas (ourdou: خوجہ) [kodʒa] sont une tribu dispersée dans le monde entier. Ce sont généralement des chiites ismaéliens nizarites. Les plus importantes communautés ont été installées principalement à Bombay (Mumbai), au Pakistan dans la province du Sindh frontalière du Gujarat, mais on trouve des communautés khodjas également le long de l'Afrique de l'Est.

## Histoire

### Origine
Les Khôjas parlent souvent le kutchi, le gujarati ou l'ourdou et ils avaient initialement adopté l’alphabet khôjkî pour éviter que le contenu de leurs livres sacrés soit lu par des étrangers non initiés. Plus tard leurs ouvrages seront écrits en sindhi et gujarâtî. Selon les annales historiques ismaéliennes, à la fin XIIIe siècle un sage (Pîr) nommé Sadr al-Dîn, né à Sabzwarî (Perse), aurait voyagé de la Perse en suivant la route de la soie pour aller en Inde, dans la province du Sind. Il était le Hujjat al-Imâm (le représentant officiel de l’imâm Islâm Shâh en Inde) et un grand mystique très connu par son travail inlassable. Il est aussi connu sous le nom de Sohdev dans les gnâns.

### Arrivée desNizâritesdePerseet fondation des communautés khojas

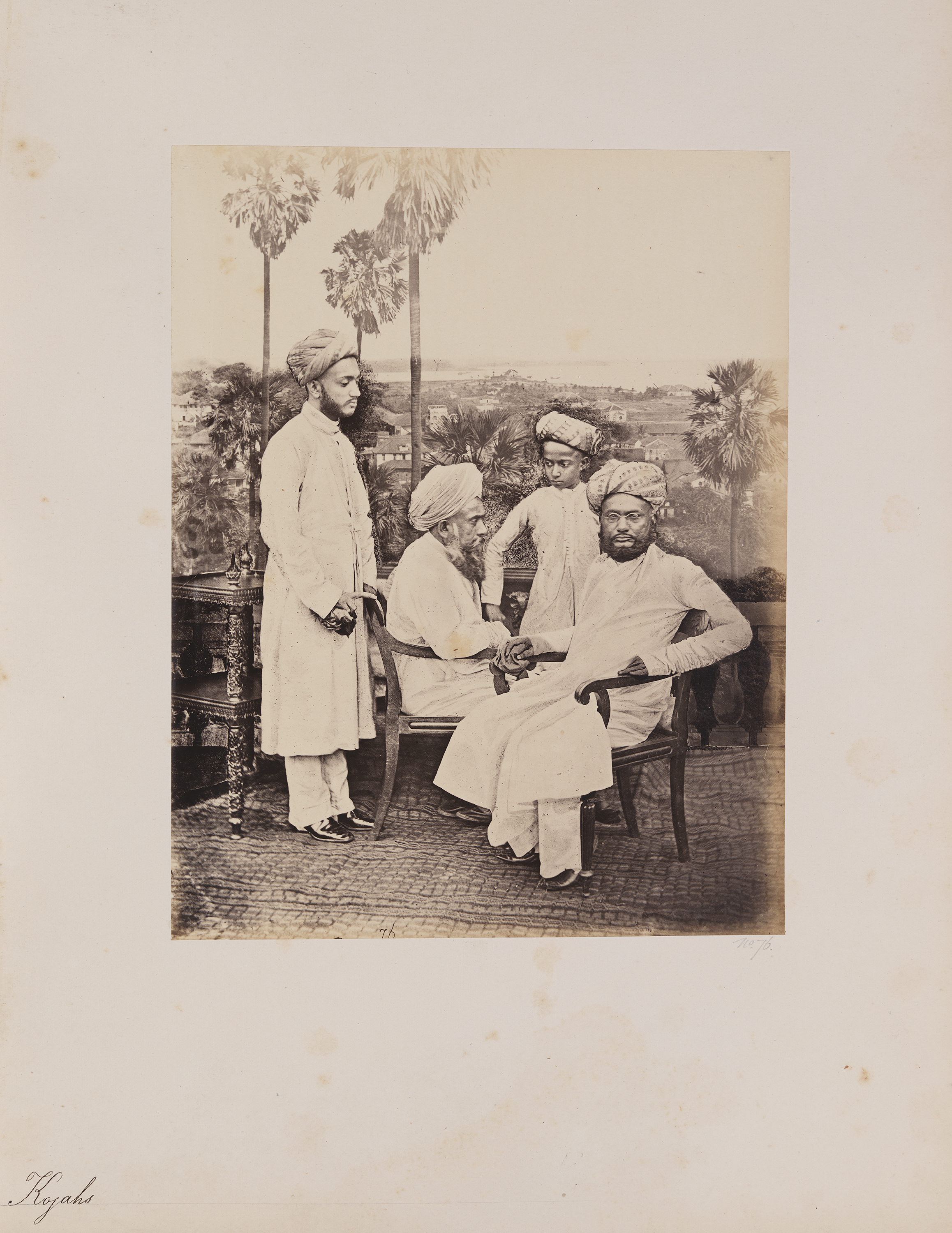
Khojas en 1862.

Les premiers Nizârites fondateurs de la communauté khojas d'Inde étaient persans. Réfugiés d'Iran après la prise d'Alamut, ils s'installent massivement dans le Sind et le Gujarat.
Durant presque cinq siècles, plusieurs dâ`î's (missionnaires de l'islam) sont venus après Sadr al-Dîn et graduellement la communauté Khôja s’est consolidée par la conversion d'un certain nombre de natifs : les Lohanas, un groupe ethnique originaire d'Afghanistan et du Sind installé dans le nord-ouest de l'Inde, donnant naissance à une communauté indo-persane florissante dans la région.
Il devenait nécessaire de produire des œuvres religieuses (gnâns, garbîs, granths, etc.) adaptées à la mentalité locale. Les Khôjas étaient dispersés en Inde : Kutch, Kâthiâwar, Sind, Gujarat ; la diaspora était présente à Zanzibar et en Afrique de l'Est, ainsi que dans les grands centres comme Calcutta, Madras, Rangoun et les villes de l’Inde.
Après l'arrivée d'Aga Khan Ier en Inde en 1843, le protectorat britannique ayant assimilé les Khôjas aux Ismaéliens nizâriens du fait de leur ascendance estimait qu’ils devaient payer leurs dîmes (dassondh) à l'imâm. Nombre d'entre eux préfèrent se séparer que de payer la lourde taxe imposée par l'imam, créant ainsi des dissensions menant à la scission de la communauté et à des meurtres à la machette perpétrés par les Khojas Nizârites.

### Jama`at Khâna[2]
La présence de l'Aga Khan Ier dans les affaires de la communauté conduisit certains groupes à se démarquer et à quitter la communauté ismaélienne. Le cas le plus célèbre était celui de douze familles (Bâr Bhâi) qui ont refusé de reconnaître l’Âga Khân Ier comme leur guide spirituel (Imâm). En avril 1866, un procès fut intenté contre l’Âghâ Khân Ier à la Cour suprême du Royaume-Uni ; l’argument principal était que les Khôjas étaient des musulmans sunnites convertis au XVe siècle. Ces derniers n’avaient pas à donner l’allégeance à un imâm chiite, l’Âghâ Khân Ier. Ce groupe de douze familles (Bâr Bhâi) s'est séparé par la suite de la communauté ismaélienne, influencé par les `ulâmâ’ sunnites.
Par la suite d’autres groupes quittèrent la communauté ismaélienne pour se convertir au chiisme duodécimain. Au début des années 1800 certains membres de la communauté sont allés à Nadjaf pour rencontrer le Shaykh Zayn al-`Âbidîn Mâzandarânî (m. 1892). Pendant leurs discussions ils ont réalisé qu'ils avaient besoin d'un enseignant en Inde pour l'instruction religieuse de l'Islam chiite. En 1873, Shaykh Mâzandarânî de Karbalâ’ envoya le Mullâ Qâdir Husayn à Mumbai pour aider les familles qui ont quitté l’ismaélisme à maintenir leur croyance au chiisme duodécimain. Ces Khôjas duodécimains se sont familiarisés avec les principes de foi (comme la notion d’Imâma, l’occultation et finalement l’attente du Mahdi : l’Imâm al-Muntazar qui apportera à son retour la justice sur la terre).
De ces quelques familles, la communauté Khôja duodécimaine a augmenté jusqu'à environ 100 000 Khôjas. Le nombre semble très petit quand on sait qu'il y a environ 120 millions de duodécimains dans le monde aujourd'hui. Les Khôjas ismaéliens sont plus nombreux, mais leur nombre est imprécis (environ 10 millions) car il n’y a jamais eu de recensement officiel. Quant aux Khôjas sunnites, il n'en reste que quelques milliers.

## Répartition

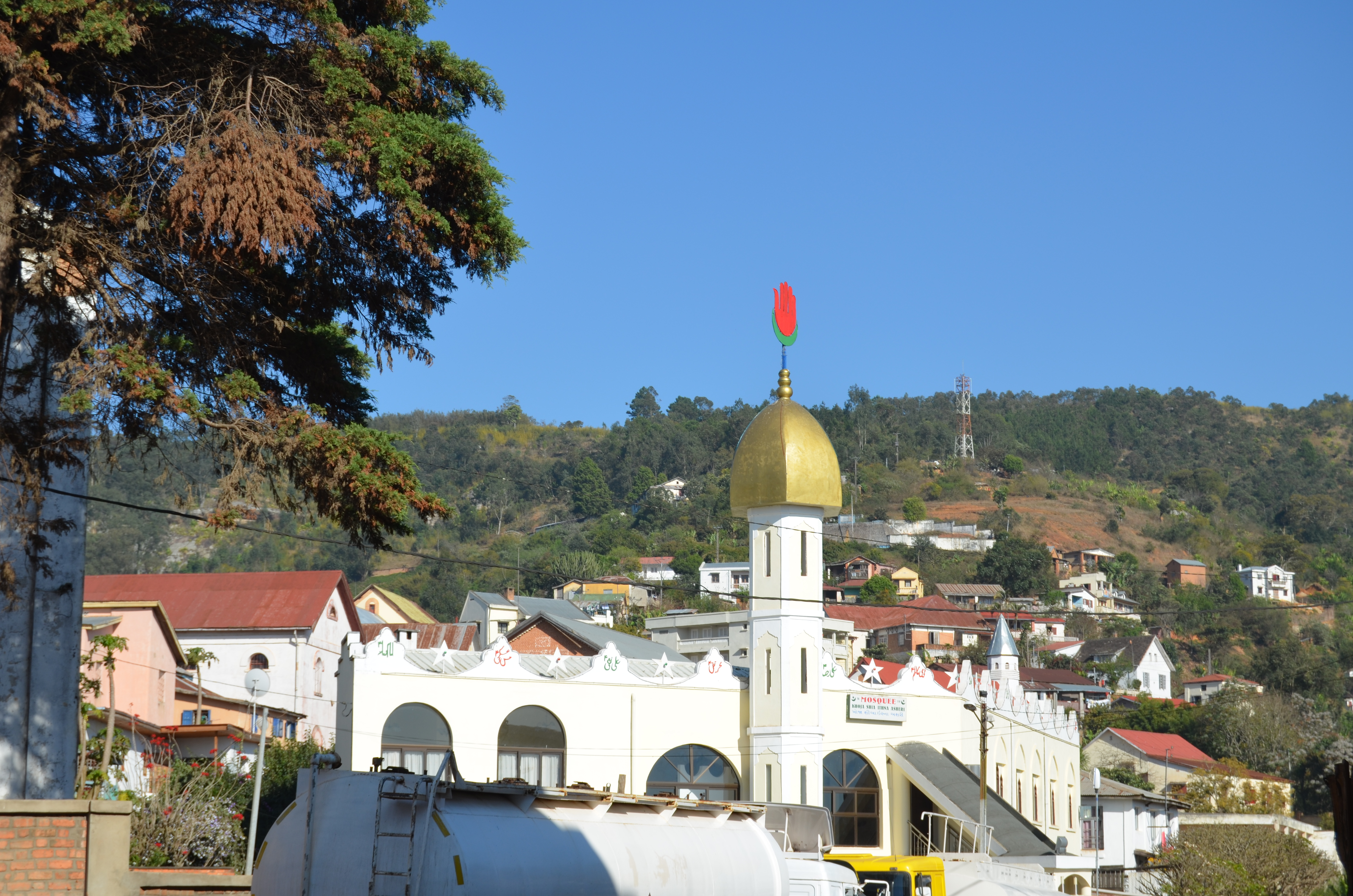
Mosquée Khoja à Fianarantsoa (Madagascar).

La majorité de la communauté Khôja fait partie de la communauté shî`ite. Les Khôjas sont concentrés dans la province du Sind (Pakistan) et plus particulièrement dans la ville de Karachi, au Gujarat, au Maharashtra et au Rajasthan (Inde). Certains ont également migré à Bombay ou Mascate (Oman). Il y aurait aujourd'hui près de 20 000 Khôjas à Madagascar, l’île de la Réunion et l’île Maurice.

### La migration en Afrique
C’est un fait bien connu que pendant des centaines d'années des commerçants indiens ont navigué vers la côte est d'Afrique grâce aux moussons saisonnières (des vents doux soufflant de l’est vers l’ouest). Il y avait parmi eux des Khôjas et certains sont restés en Afrique de l'Est pour y vivre et faire des affaires dans les grandes villes. La majorité d'entre eux étaient des Ismaéliens avant leur arrivée en Afrique. Ils se sont établis partout en Afrique de l'Est et ont prospéré. Et là où ils s'établissaient, ils se sont assemblés en une communauté bien organisée autour de grands pôles commerciaux.

### Au-delà de l'Afrique
À l’instar des premiers Khôjas qui avait migré en Afrique pour améliorer leurs conditions de vie, la diaspora est présente partout dans le monde. Ils sont présents en Amérique du Nord, Amérique du Sud, Australie, Nouvelle-Zélande, Europe de l'Ouest et Europe de l'Est. Un quartier de l'ouest de Jakarta, la capitale de la république d'Indonésie, s'appelle Pekojan, "le quartier des Khojas", d'après une communauté d'Indiens musulmans qui l'habitait à la fin du XIXe siècle et au début du XXe siècle.

### Diaspora et force économique
Selon Carole Faucher, professeure à la Graduate School of Education de l'Université Nazarbayevau Kazakhstan, les Khojas « forment une diaspora réputée pour sa force économique dans le milieu des affaires, notamment en Grande-Bretagne et au Canada ».